# Stanford (Kent)
Stanford is een civil parish in het bestuurlijke gebied Folkestone & Hythe, in het Engelse graafschap Kent.

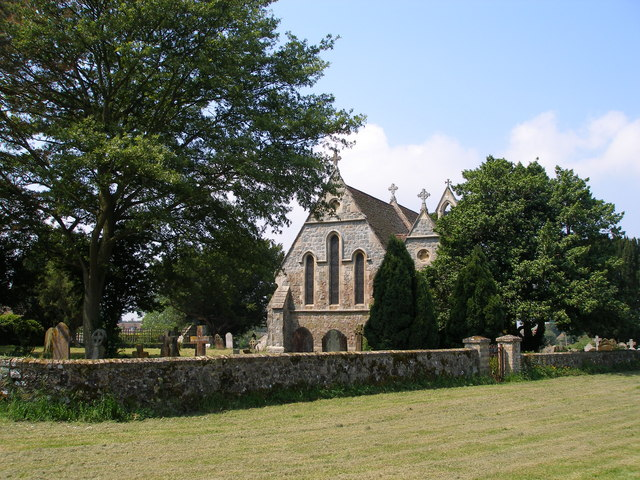
All Saints Church, Stanford